# Trophimoi
Les trophimoi (en grec ancien τρόφιμοι, « pupilles », littéralement « les nourris », de τροφός / trophós, « nourriture ») sont des enfants de non-Spartiates — Périèques ou étrangers — qui reçoivent l'éducation spartiate.
Les trophimoi sont adoptés à titre temporaire par un oikos spartiate. Les trophimoi, fils de périèques, à l'instar des néodamodes et les nothoi - fils bâtards de citoyens et d'esclaves - constituent une classe intermédiaire de Sparte. Ils peuvent accéder au statut de citoyen. Selon Plutarque, Agis IV entend ainsi compléter le corps civique, devenu insuffisant pour les besoins militaires de Sparte, « par tous les Périèques et les étrangers qui auraient été élevés en hommes libres et qui par ailleurs seraient bien faits de leur personne et dans la fleur de l’âge ». Les trophimoi étrangers repartent généralement dans leur pays d'origine, où ils augmentent l’influence de Sparte. Ainsi, sur l'invitation d'Agésilas II, Xénophon fait élever ses fils à Sparte. Cependant, certains trophimoi choisissent de rester à Sparte, voire de combattre dans l'armée civique. C'est par exemple le cas en 381 av. J.-C., dans l'expédition qu’Agésilas emmène assiéger Phlionte :

« Beaucoup de Périèques, hommes de distinction, le suivirent en qualité de volontaires, ainsi que des étrangers, de ceux qu'on appelle trophimes, et des bâtards de Spartiates, hommes de bonne mine et qui avaient eu part à la noble éducation de l'État. »

— (Xénophon Helléniques, V, 3, 9)